# Parco Regionale della Grigna Settentrionale

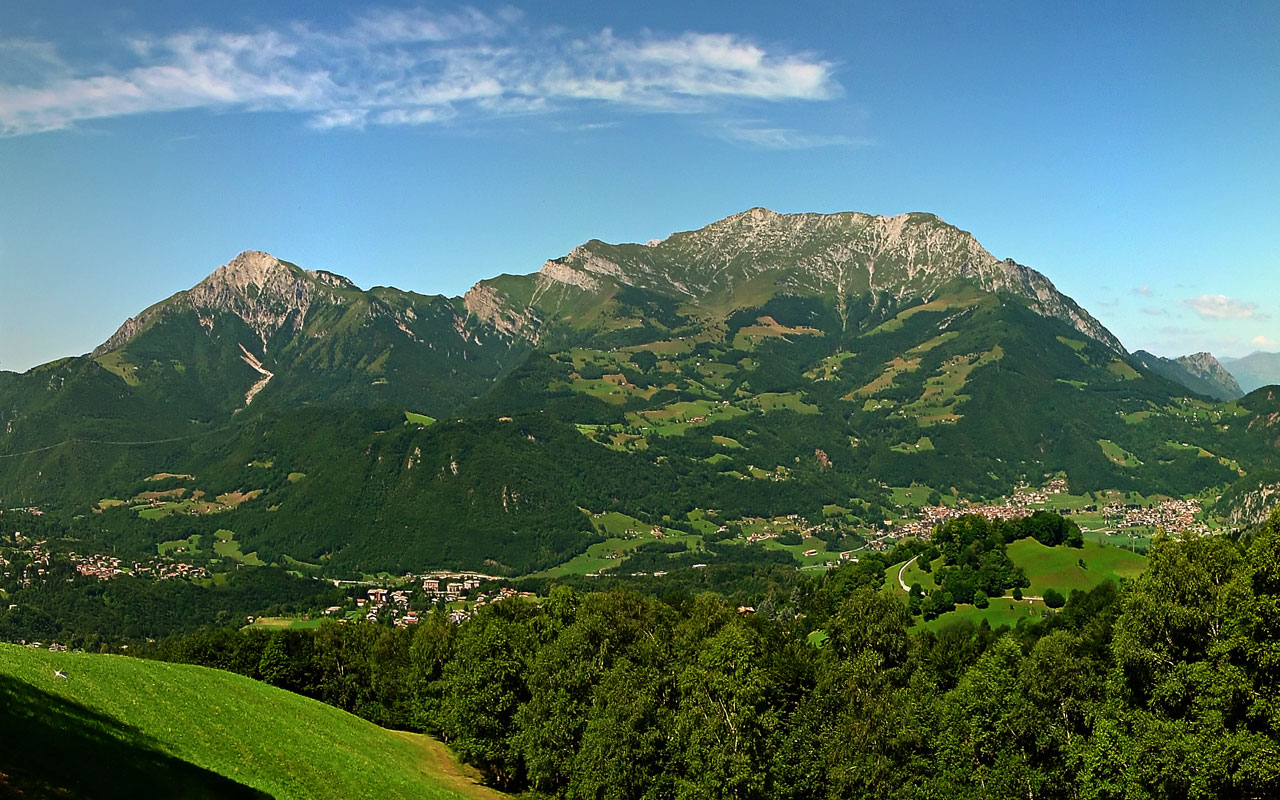
Bergmassiv Grigna

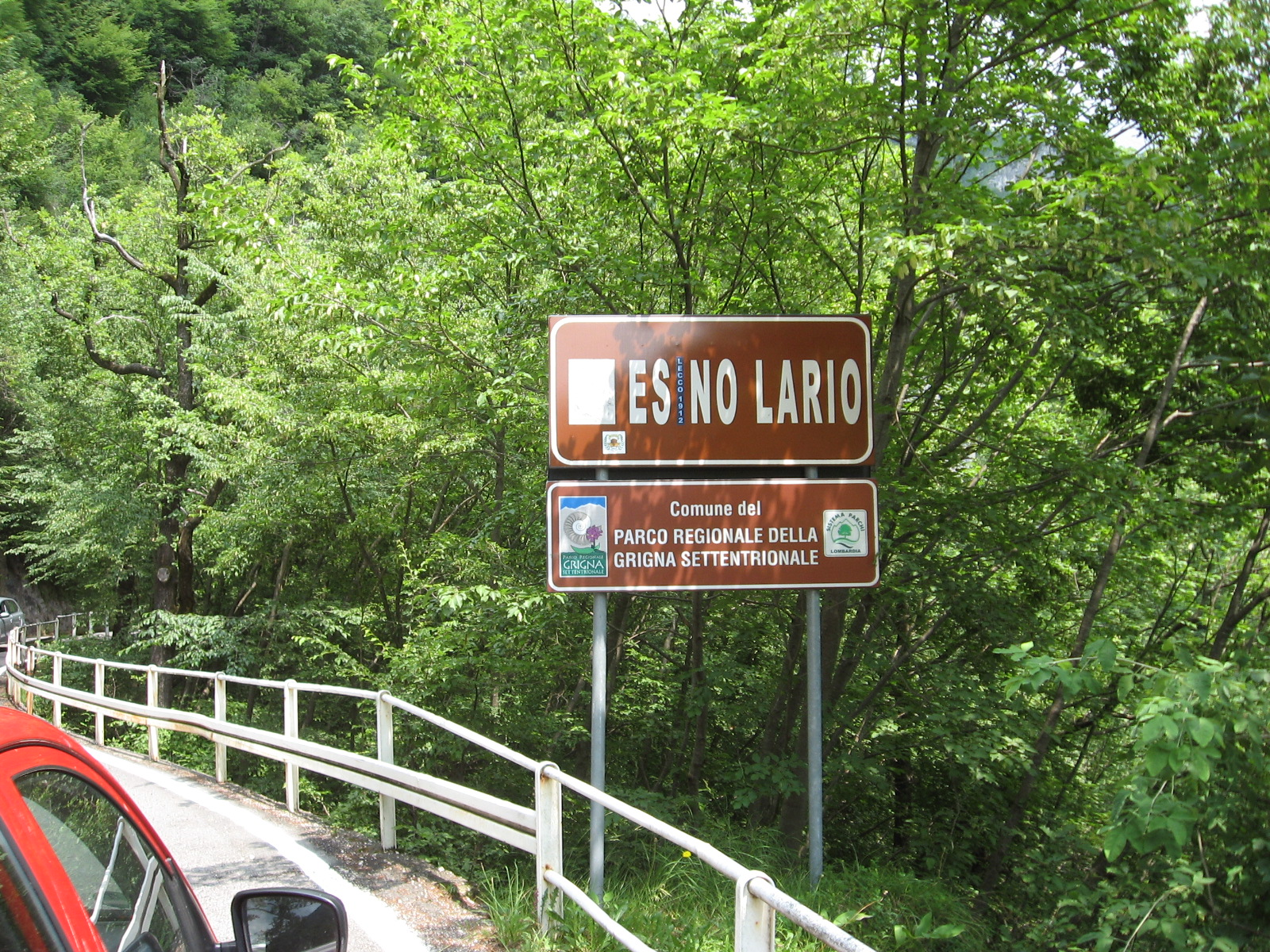
Schild des Parco Regionale della Grigna Settentrionale

Der Parco regionale Grigna Settentrionale (deutsch Regionalpark  Nördlicher Grigna) ist ein 2005 gegründeter Regionalpark, vergleichbar mit einem Naturpark, in den Südalpen in der italienischen Provinz Lecco der Lombardei. Er umfasst ein 5548 km² großes Gebiet östlich des Comer Sees. Im Regionalpark liegt das Bergmassiv Grigna mit zwei Hauptgipfeln, dem Nordgipfel Grigna settentrionale oder Grignone (2410 m s.l.m.) und dem Südgipfel Grigna meridionale oder Grignetta (2177 m s.l.m.). Die Höhenlage geht von 500 m bis zu 2410 m. Der Park liegt in der Comunità montana della Valsassina, Valvarrone, Val d'Esino e Riviera. Er liegt auf dem Gebiet der Gemeinden Cortenova, Esino Lario, Parlasco, Pasturo, Perledo, Primaluna, Taceno und Varenna. 